# Marikuppe, Magadi
Marikuppe là một làng thuộc tehsil Magadi, huyện Ramanagara, bang Karnataka, Ấn Độ.